# Eugenita
L'eugenita és un mineral de l'anomenada classe dels minerals elements. Fou descoberta el 1986 en una mina de Baixa Silèsia, (Polonia). El seu nom és en honor del mineralogista austríac Eugen Friedrich Stumpfl (1935-2004), de la Universitat de Leoben, Àustria, pels seus estudis dels compostos dels metalls nobles.

## Característiques
L'eugenita és un mineral molt rar, de l'anomenada classe dels minerals elements, una amalgama de mercuri i argent que químicament és un aliatge de dos metalls. La seva fórmula és Ag11Hg₂. És opaca, amb lluentor metàl·lica i de color negre. Cristal·litza en el sistema isomètric. Encara es té poca informació d'aquest mineral en ser de gran raresa i descobert en data relativament recent.
Segons la classificació de Nickel-Strunz, l'eugenita pertany a «01.AD - Metalls i aliatges de metalls, família del mercuri i amalgames» juntament amb els següents minerals: mercuri, belendorffita, kolimita, luanheïta, moschellandsbergita, paraschachnerita, schachnerita, weishanita, amalgames d'or, potarita i altmarkita.

## Formació i jaciments
Se n'ha trobat originàriament a Polònia en jaciments de minerals de sulfur de coure de baix grau, en roques carbonatades i esquists negres. Sol trobar-se associada a altres minerals com ara: calcosina, covel·lita, tennantita, hematita, calcita, ankerita o guix. En jaciments dels Estats Units s'ha trobat inclosa també en cuprita.